# 八種競技
八種競技とは、二日間で合計八種の競技を行い、その記録を得点に換算し、合計得点で競う陸上競技のことである。
主に以下のような日程で行われる。日本では高校生男子がこの種目を実施する。十種競技のデカスロンに相当する国際名はオクタスロン(Octathlon)であるが、日本国内で使われることは稀である。2006年に高校生の砲丸投の規格は、12ポンド（5.443 kg）から世界ジュニア規格の6kgに変更された。それに伴い、この種目も砲丸投のみだが変更となった。この項目で扱っている記録は2006年以降のもの。
- 一日目:100m、走幅跳、砲丸投（6 kg）、400m
- 二日目:110mH、やり投、走高跳、1500m

## 男子・高校歴代10傑
|    | 得点   | 名前               | 所属                     | 日付             |
| -- | ------ | ------------------ | ------------------------ | ---------------- |
| 1  | 6325点 | 宮下輝一           | 船橋市立船橋高等学校     | 2025年7月25–26日 |
| 2  | 6264点 | 高橋諒             | 桐朋高等学校             | 2023年11月12日   |
| 3  | 6214点 | 丸山優真           | 大阪府立信太高等学校     | 2016年11月13日   |
| 4  | 6131点 | 高橋駿士           | 福島県立会津学鳳高等学校 | 2024年11月10日   |
| 5  | 6093点 | 田上駿             | 洛南高等学校             | 2015年6月19日    |
| 6  | 6037点 | 潮崎傑             | 滝川第二高等学校         | 2013年6月14日    |
| 7  | 6024点 | 甲羽ウィルソン貴士 | 宮城県柴田高等学校       | 2016年7月30日    |
| 8  | 5996点 | 石本澄空           | 京都府立鳥羽高等学校     | 2024年6月14日    |
| 9  | 5938点 | 田中新也           | 洛南高等学校             | 2011年6月4日     |
| 10 | 5934点 | 駒井斗馬           | 京都府立西城陽高等学校   | 2018年8月3日     |

### 学年別歴代5傑

#### 高校1年
|   | 得点   | 名前     | 所属                   | 日付           |
| - | ------ | -------- | ---------------------- | -------------- |
| 1 | 5793点 | 宮下輝一 | 船橋市立船橋高等学校   | 2023年9月10日  |
| 2 | 5528点 | 高橋諒   | 桐朋高等学校           | 2021年7月29日  |
| 3 | 5526点 | 潮崎傑   | 滝川第二高等学校       | 2012年6月15日  |
| 4 | 5500点 | 神田大和 | 開志国際高等学校       | 2022年9月3日   |
| 5 | 5425点 | 篠原貴好 | 東大阪大学柏原高等学校 | 2008年10月26日 |

#### 高校2年
|   | 得点   | 名前     | 所属                 | 日付           |
| - | ------ | -------- | -------------------- | -------------- |
| 1 | 6037点 | 潮崎傑   | 滝川第二高等学校     | 2013年6月14日  |
| 2 | 5946点 | 宮下輝一 | 船橋市立船橋高等学校 | 2024年11月10日 |
| 3 | 5914点 | 高橋諒   | 桐朋高等学校         | 2022年8月4日   |
| 4 | 5795点 | 田上駿   | 洛南高等学校         | 2014年6月20日  |
| 5 | 5748点 | 北村澪音 | 洛南高等学校         | 2025年6月13日  |

#### 高校3年
|   | 得点   | 名前     | 所属                     | 日付             |
| - | ------ | -------- | ------------------------ | ---------------- |
| 1 | 6325点 | 宮下輝一 | 船橋市立船橋高等学校     | 2025年7月25–26日 |
| 2 | 6264点 | 高橋諒   | 桐朋高等学校             | 2023年11月12日   |
| 3 | 6214点 | 丸山優真 | 大阪府立信太高等学校     | 2016年11月13日   |
| 4 | 6131点 | 高橋駿士 | 福島県立会津学鳳高等学校 | 2024年11月10日   |
| 5 | 6093点 | 田上駿   | 洛南高等学校             | 2015年6月19日    |